# Taixelhit

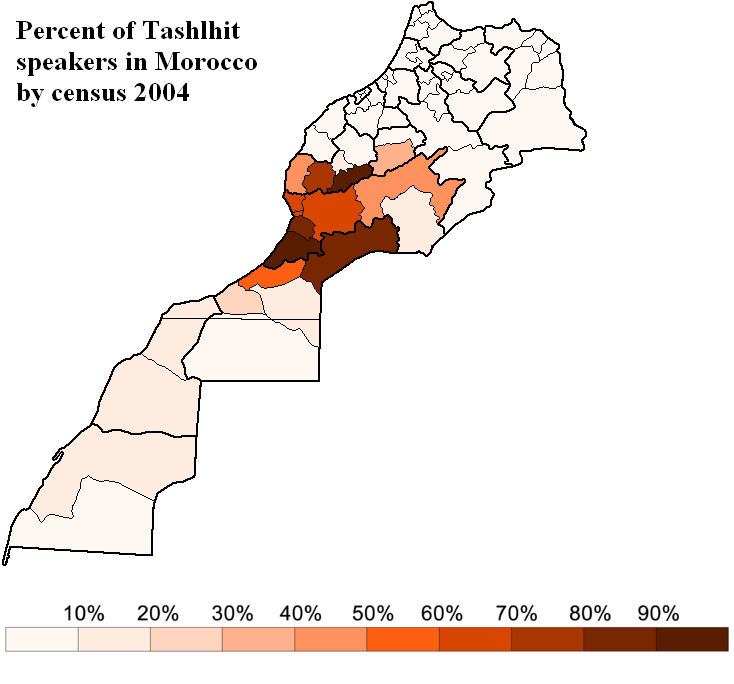
Percentatge de parlants de taixelhit (ús quotidià, en 2004)

El taixelhit (amazic: ⵜⴰⵛⵍⵃⵉⵜ, taclḥit) és un dialecte amazic, dins les llengües afroasiàtiques de la branca nord. El parlen entre 4 i 5 milions de persones, entre elles el poble chleuh, situades al voltant de les muntanyes de l'Antiatles i l'Alt Atles occidental, i a les valls del Sus i del Draa, en una zona d'uns 100.000 kilòmetres quadrats on les ciutats més importants són Agadir, Guelmim, Taroudannt, Oulad Teima, Tiznit i Ouarzazate. Històricament s'ha escrit amb l'alfabet llatí, l'àrab i el tifinagh. Tant per nombre de parlants com per la riquesa de la seva literatura oral, és un des dialectes predominants del seu grup. També s'ha anomenat tassussit (amazic: ⵜⴰⵙⵓⵙⵉⵜ, tasussit) que pròpiament és la parla de la vall del Sus.
Al nord i cap al sud fa frontera amb zones de parla àrab. Al nord-est, més o menys al llarg de la línia de Marràqueix - Zagora, hi ha un continu dialectal amb el tamazight del Marroc Central. Dins de l'àrea taixelhit hi ha diversos enclavaments de parla àrab, sobretot al voltant de la ciutat de Taroudant. Hi ha comunitats d'immigrants de parla taixelhit en la majoria dels pobles i grans ciutats del nord del Marroc, i fora del Marroc a Bèlgica, França, Alemanya, Canadà, Estats Units i Israel.
El taixelhit posseeix una tradició literària diferent i substancial que es remunta a alguns segles abans de l'era colonial. Molts texts, escrits en alfabet àrab i data de finals del segle xvi fins a l'actualitat, es conserven en manuscrits. S'ha desenvolupat una literatura moderna impresa en des de la dècada de 1970.

## Nombre de parlants
El nombre de 4 milions de parlants mencionat per Ethnologue es basa en les dades del cens oficial de 2004. No hi ha raons òbvies per assumir que el nombre de parlants sigui substancialment més alt o més baix. Parlar de 4 milions com a xifra fiable fa del taixelhit la segona llengua amaziga segons el nombre de parlants (després del cabilenc).
Alguns autors esmenten un nombre més gran de parlants. Stroomer (2001a) estima que hi ha "entre 6 i 8 milions" de parlants, i en conseqüència (2008) fa augmentar el nombre a "entre 8 i 9 milions". Stroomer no es refereix a cap font publicada que doni suport les seves estimacions, que, a la vista de les dades del cens de 2004, són probablement massa altes. Encara que molts parlants de taixelhit són bilingües en àrab marroquí, fins ara no hi ha indicis que la supervivència del taixelhit com a llengua viva es vegi seriosament amenaçada en un futur immediat.

## Característiques
El sistema vocàlic és força simple, amb només tres sons [a], [i], [u] i diversos al·lòfons. Conté 33 consonants, moltes d'elles faríngees, com altres llengües de la zona. Els noms tenen dos gèneres, masculí i femení, que s'estenen als pronoms en totes les persones menys la primera i als verbs. Presenten també declinacions.
La següent taula conté algunes paraules similars del taixelhit amb el cabilenc i el rifeny:
| GLOSA             | Cabilenc               | Taixelhit              | Rifeny                  |
| ----------------- | ---------------------- | ---------------------- | ----------------------- |
| 'arbre'           | tejṛa                  | addag                  | tsejert                 |
| 'flor'            | ajeĝĝig                | ajeddig/ajjig          | nouar                   |
| 'pell'            | agʷlim                 | ilem                   | irm                     |
| 'banya'           | icc (sing) acciwn (pl) | isk (sing) iskwen (pl) | ish (sing) ashawen (pl) |
| 'llet'            | iɣi                    | aɣu                    | aɣi                     |
| 'mantega'         | udi                    | tudit                  | d'han                   |
| 'farina'          | awren                  | aggʷurn                | aren                    |
| 'cendra'          | iɣed                   | iɣḍ                    | iɣḍ                     |
| 'lluna'           | agur                   | ayyur                  | yur/thaziri             |
| 'avui'            | assa                   | ɣassa                  | assa/nhara              |
| 'carta'           | tavṛaṭ                 | tabrat                 | tabrath                 |
| 'filla'           | yelli                  | illi                   | yelli                   |
| 'petit'           | amezyan                | imezzey                | amzian                  |
| 'roig'            | azgʷaɣ                 | azggʷaɣ                | azeggʷaɣ                |
| 'esquerre'        | azelmaḍ                | azelmaḍ                | azermaḍ                 |
| 'viure'           | idir                   | dder                   | ddar                    |
| 'menjar'          | ečč                    | ecc/icc                | esh                     |
| 'escopir'         | susef                  | sufes                  | skufes/susf             |
| 'mirar'           | muqel                  | smaqel                 | gza                     |
| 'quedar-se'       | qqim                   | qqumu/ɣumu             | qqim                    |
| 'deixar'          | eĝĝ                    | ajj/aĝĝ                | ejj                     |
| 'enterrar'        | nṭel                   | mḍel                   | ndar                    |
| 'cremar'          | ṛeɣ                    | jder/kmḍ               | cmḍ                     |
| 'preguntar'       | seqsi                  | saqsa                  | seqsi                   |
| 'vosaltres' masc. | kunwi                  | kunni                  | kenniw                  |
| 'vosaltres' fem.  | kunemti                | kunninti               | kennimt                 |
| 'amb'             | yiḍ                    | yiḍ (diyiḍ/ḍiyiḍ)      | ĝĝiret                  |